# Kiosk software
ПО (программное обеспечение) Kiosk — системное и пользовательское программное обеспечение, разработанное для киоска или интернет-киоска. ПО Kiosk ограничивает возможности программ для защиты интернет-киоска от несанкционированной активности.  ПО Kiosk может также обеспечивать удалённый мониторинг для работы с киосками с различных мест. Оповещения по электронной почте или обычным текстом могут быть автоматически отправлены Kiosk в виде ежедневных отчётов или как реакция на возникшую проблему. Другие возможности предусматривают удалённое обновление контента Kiosk'а и загрузку данных, таких как статистику использования ПО
Kiosk также должен обеспечивать пользователям возможность использования тачскрина. Виртуальная клавиатура убирает необходимость использовать обычную компьютерную клавиатуру.

## Функции
- Если у киоска есть физическая или виртуальная клавиатура, должны блокироваться системные комбинации клавиш, такие как Control+Alt+Delete, Alt+Tab и др.
- Киоски, использующие браузер или интернет-киоски должны блокировать меню браузера, могут фильтровать возможность ввода URL по белому или черному списку, скрывать адресную строку, блокировать скачивание, печать.
- Очистка сессии и возврат на начальный экран по истечении времени неактивности.
- Печать на принтере киоска без вывода окна настроек печати.
- Виртуальная клавиатура может подвергаться адаптации, иметь переключатель языков и возможность ввода спецсимволов.
- Некоторые киоски имеют дополнительное оборудование, такое как сканер штрихкодов, RFID-считыватель, принтер, сканер, купюроприемник и программное обеспечение киосков должно поддерживать это оборудование.
- Удаленный мониторинг состояния киоска.
- Удаленное обновление программного обеспечения киоска или контента киоска.
- Удаленное управление киоском.
- Отключение экрана по расписанию для экономии электроэнергии.
- Предотвращение выгорания пикселей.

## Внешние ссылки
- Independent survey about kiosk software products — Worldwide Internet Kiosk Browser Analysis (Published April 2005)
- Виртуальная экранная клавиатура для киосков
- Антамедиа Киоск
- Fully Kiosk Browser  - Просмотр веб-страниц и запуск приложений в режиме киоска для Андроида
- KioskBrowser - Бесплатный российский браузер с виртуальной клавиатурой
- Kiosks в каталоге ссылок Curlie (dmoz)